# Эмоциональная саморегуляция
Эмоциональная саморегуляция (эмоциональная регуляция, ЭР) — способность эмоционально реагировать на жизненные события социально приемлемым образом, сохраняя достаточную гибкость, чтобы допускать спонтанные реакции, но откладывать их в случае необходимости.
Её можно описать как совокупность процессов наблюдения, оценки и модификации эмоциональных реакций, которые осуществляют усиление или ослабление эмоций.
Эмоциональная саморегуляция принадлежит к более широкому классу процессов регуляции эмоций, включающих как контроль над собственными чувствами, так и воздействие на чувства других людей в процессе межличностного общения.
Она является необходимым условием для социализации и зависит как от культуры общества, так и от социального контекста ситуации.